# Kossihouen
Kossihouen est une localité du sud de la Côte d'Ivoire et appartenant au district d'Abidjan, dans la Région des Lagunes. La localité de Kossihouen est un chef-lieu de commune.
Son chef est Danho Ademian Joseph de Génération Tchagba.